# 135-й мотострелковый полк
135-й мотострелковый полк (сокр. 135 мсп, в/ч 64201) — тактическое формирование в составе Сухопутных войск СССР и Сухопутных войск Российской Федерации.
Формирование входило на момент расформирования в 2009 году в состав 19-й мотострелковой дивизии 58-й общевойсковой армии Северо-Кавказского военного округа. Пункт постоянной дислокации — г. Прохладный Кабардино-Балкарской Республики. Полк расформирован в 2009 году.

## История
До 1957 года носил наименование 201-й (1310-й) стрелковый полк. Находился в составе 19-й стрелковой дивизии.
На конец 1980-х годов 201-й мотострелковый полк (в/ч 29483) находился в составе 19-й мотострелковой дивизии (в/ч 20634) в г. Прохладный в Кабардино-Балкарской Республике. На 1991 год полк находился в сокращённом составе с минимумом бронетехники и артиллерии. Полк располагал: 31 Т-72, 6 БМП (4 БМП-1, 2 БРМ-1К), 4 БТР-70, 6 2С1, 12 2С12, 5 Р-145БМ, 8 МТ-ЛБТ.
В начале 1990-х годов 201-й мотострелковый полк преобразован в 135-ю отдельную мотострелковую бригаду. В 1998 году бригада преобразована в 135-й мотострелковый полк (в/ч 64201).
Формирование приняло участие в Первой и Второй чеченских войнах. 135-я бригада под командованием полковника Сергея Макарова провела успешное взятие г. Шали 31 марта 1995 года, где сопротивлением боевиков руководил Аслан Масхадов.
На базе полка были сформированы несколько батальонов Терско-Малкинского казачества, которые также успешно выполняли задачи по борьбе с терроризмом на территории Чеченской Республики.
135-й мотострелковый полк принял участие в Пятидневной войне в августе 2008 года. Полк понёс наибольшие потери среди всех частей ВС России, потеряв 21 военнослужащего из общих потерь в 67 погибших. Из них 10 убитых пришлись на второй батальон полка, находившийся в составе миротворцев ССПМ в Южной Осетии. Военнослужащие 2-го батальона 135-го полка первыми из российских войск попали под огонь с грузинской стороны 8 августа в южном лагере миротворцев. 1-й батальон полка выдвинулся для деблокирования 2-го батальона и вступил в бой в Цхинвале 9 августа. В ходе городского боя 1-й батальон потерял 8 бойцов убитыми и несколько БМП.
На момент российско-грузинского конфликта 135-й мотострелковый полк насчитывал: 30 танков Т-72; 151 БМП (60 БМП-2, 87 БМП-1, 4 БРМ-1К); 1 бронетранспортер БТР-80; 4 зенитных пушечно-ракетных комплекса ЗРПК «Тунгуска»; 11 152-мм самоходных гаубиц 2С19 «Мста-С»; 15 122-мм буксируемых гаубиц Д-30; 3 машины командира батареи 1В18; 1 машина командира батареи 1В19; 2 подвижных разведывательных пункта ПРП-4; 7 командно-штабных машин Р-145БМ; 1 звуковещательная станция ЗС-88 (на базе БТР-80); 4 лёгких тягача МТ-ЛБТ; 3 машины радиационно-химической разведки РХМ-2; 1 танковый мостоукладчик МТУ-20; численность личного состава — 2111 человек.
В ходе реформы Вооружённых сил России полк был расформирован в 2009 году.